# St. Maria Empfängnis (Bergisch Gladbach)

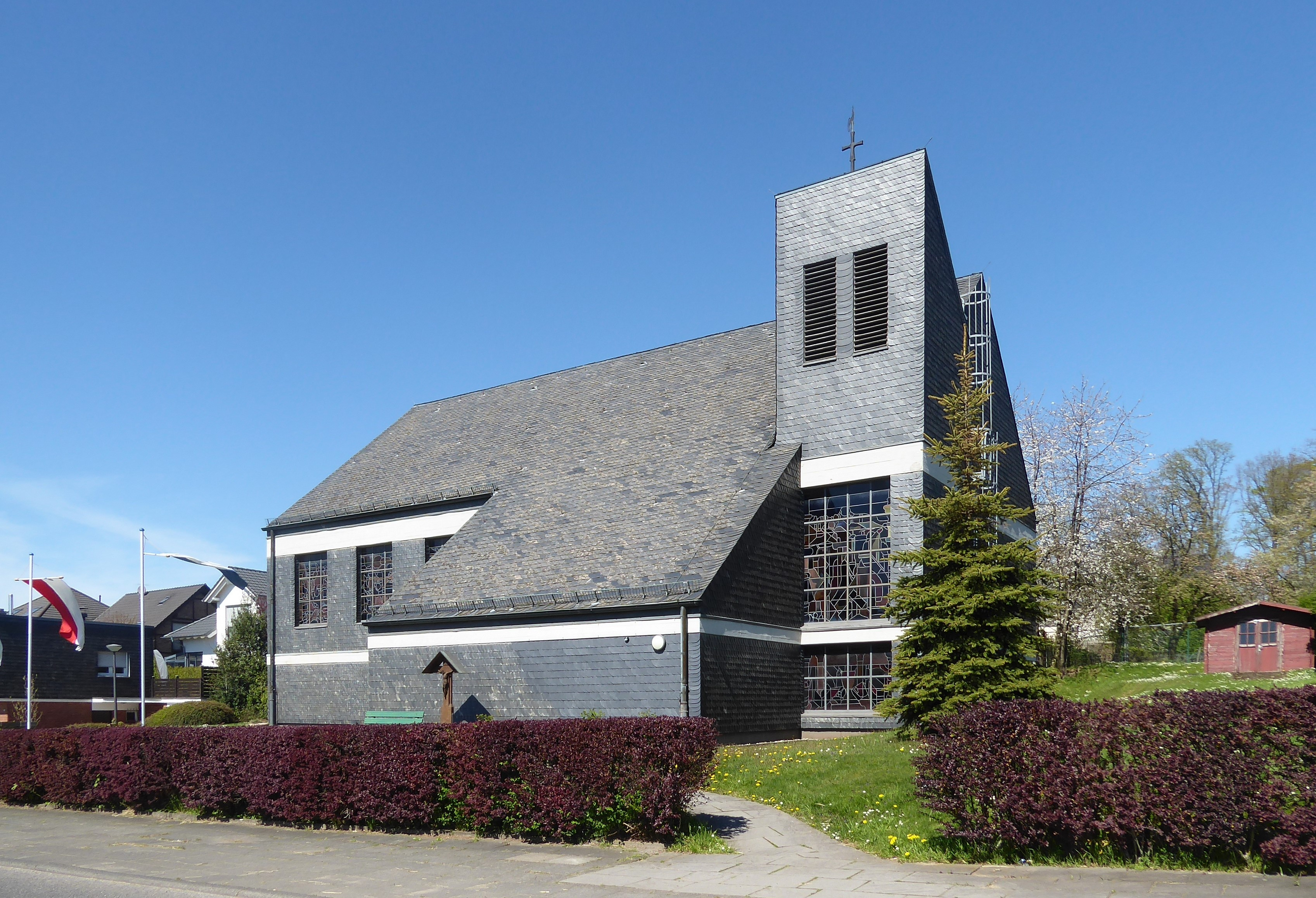
St. Maria Empfängnis

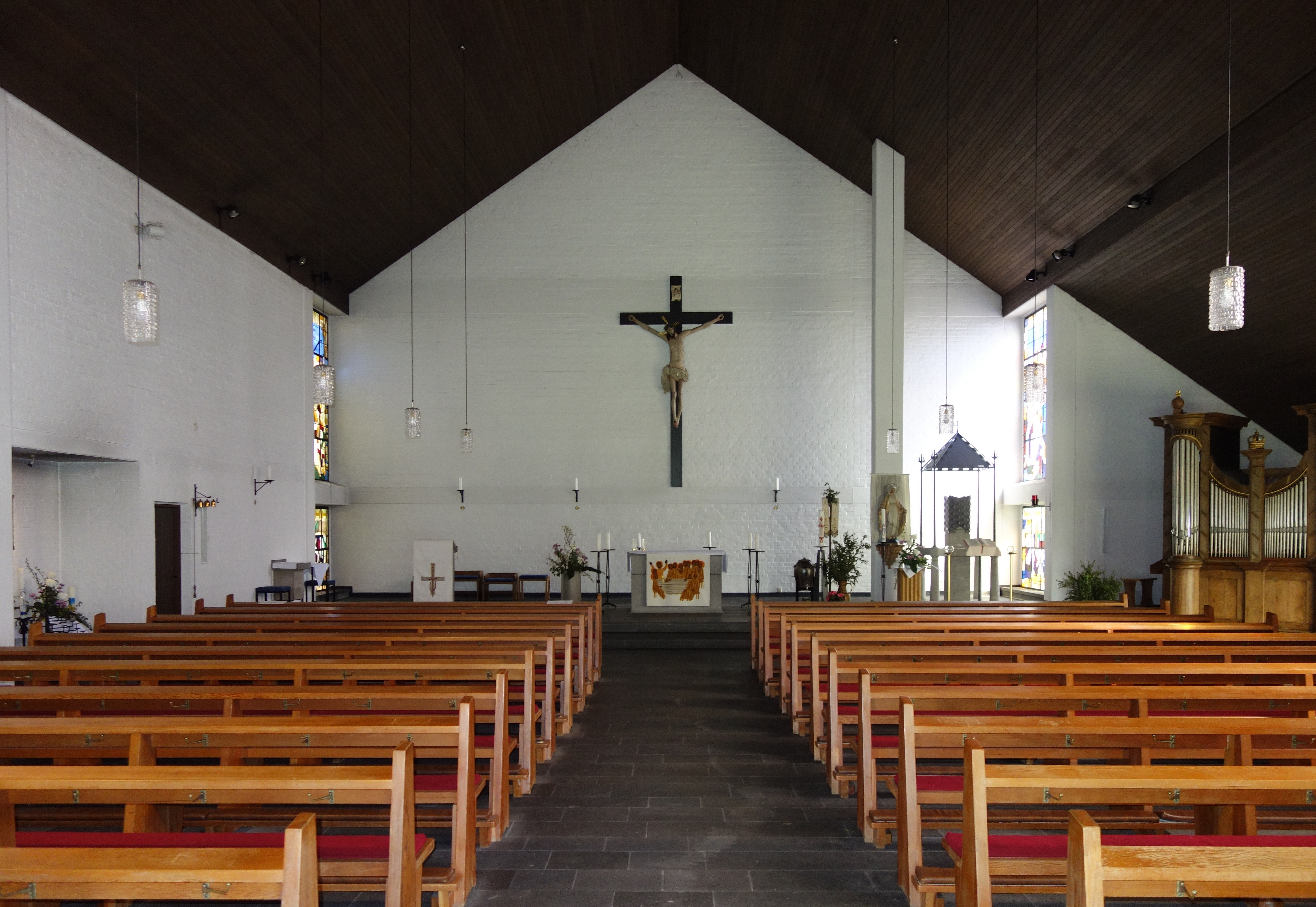
Innenraum

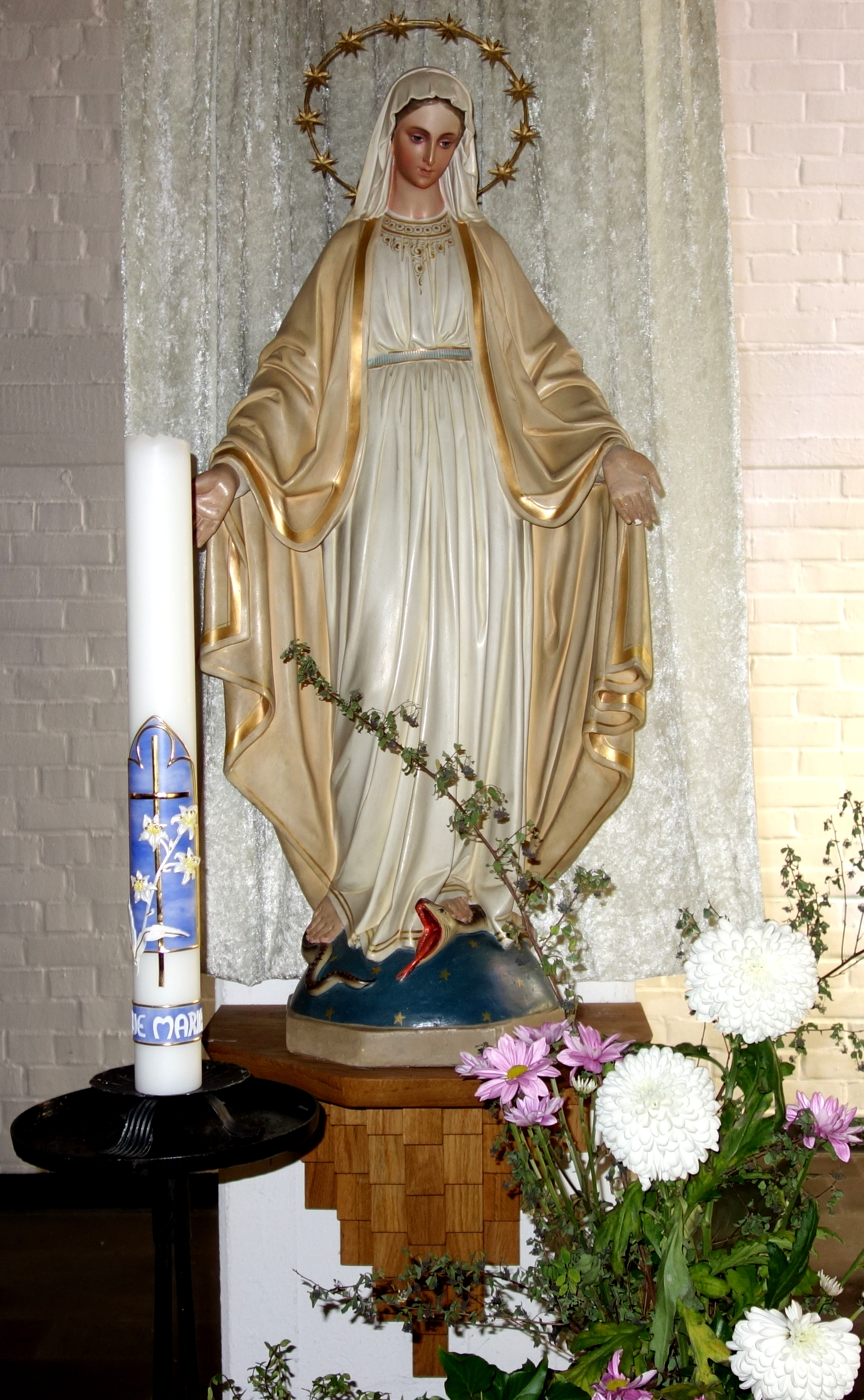
Marienstatue

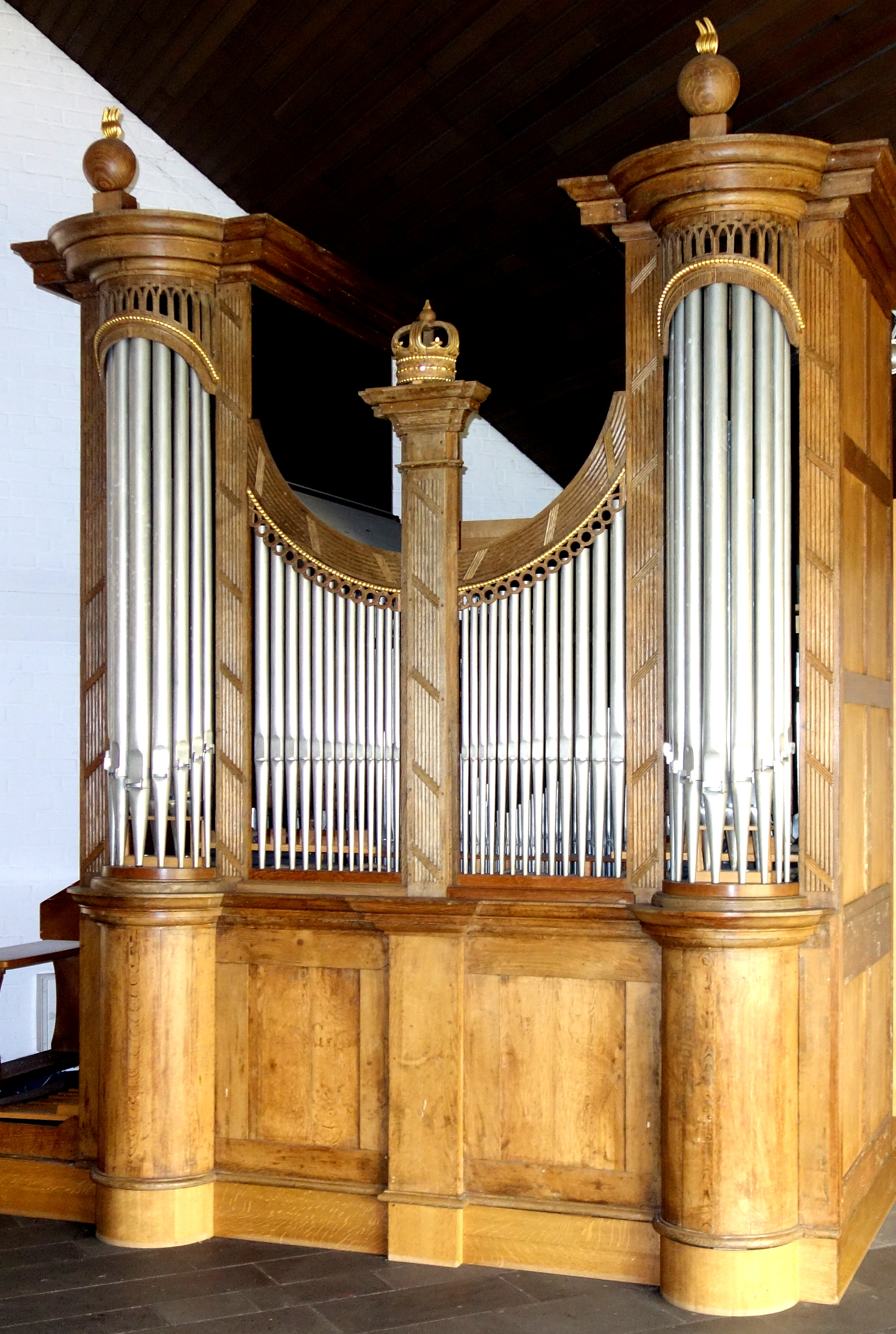
Orgel

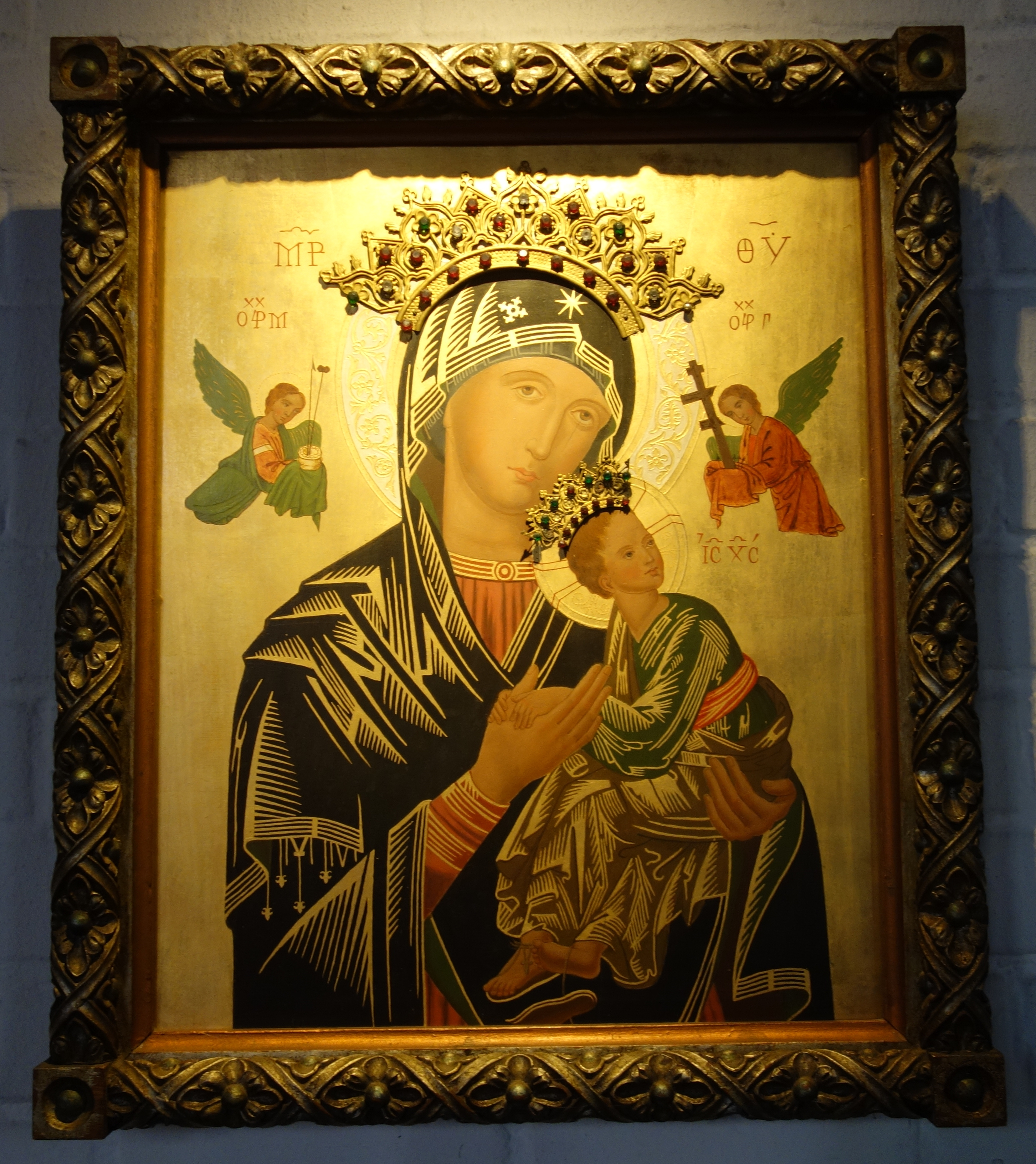
Marienbild

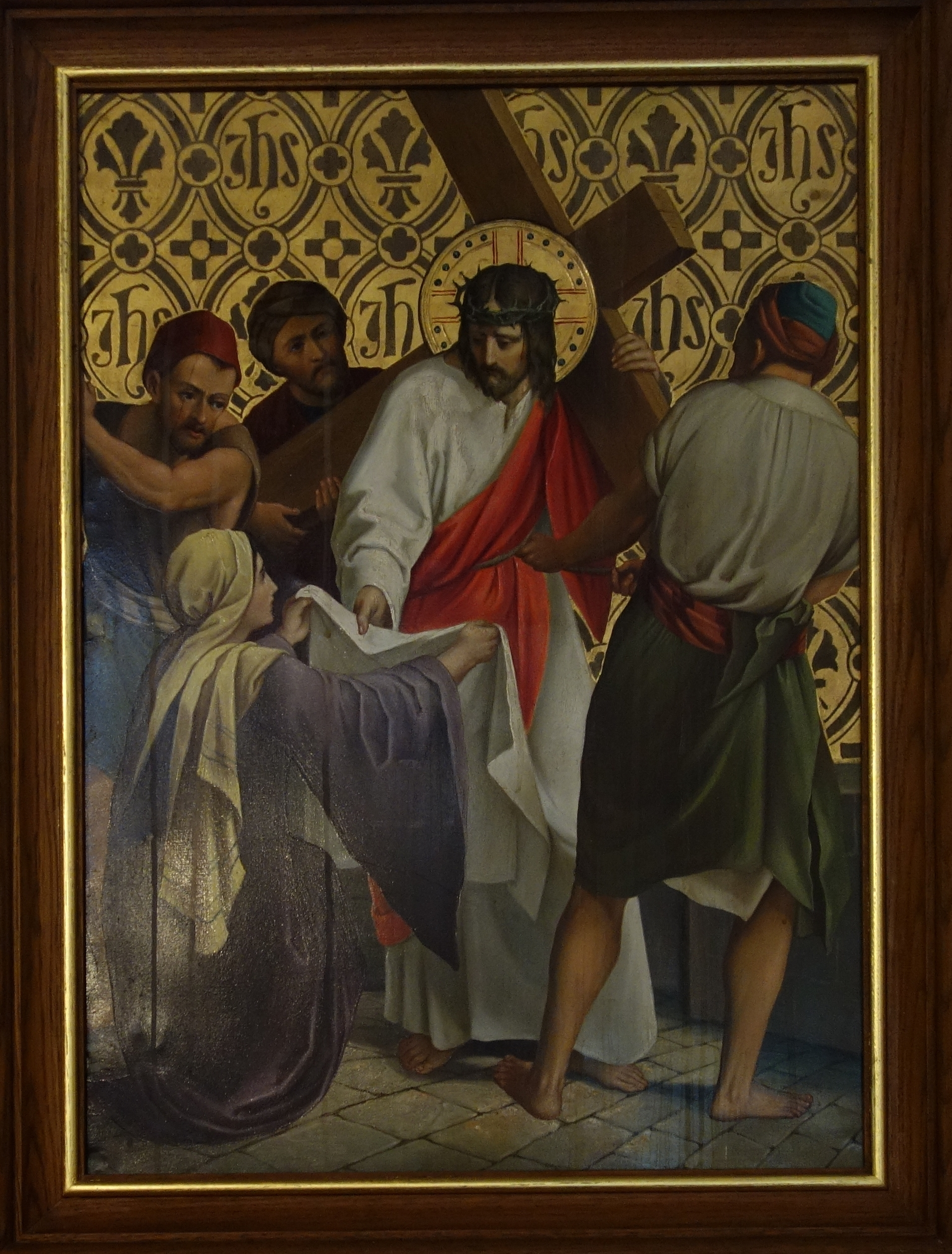
Kreuzwegstation

St. Maria Empfängnis ist eine römisch-katholische Kirche im Stadtteil Bärbroich der großen kreisangehörigen Stadt Bergisch Gladbach im Bergischen Land in Nordrhein-Westfalen. Sie ist eine Filialkirche der katholischen Kirchengemeinde St. Joseph und St. Antonius.

## Geschichte der Vorgängerkirche
Am 11. November 1910 gründeten Bärbroicher Katholiken einen Kirchenbauverein, der durch Mitgliedsbeiträge und Spenden den finanziellen Grundstock für den Bau einer Kirche in Bärbroich legte. Zu diesem Zweck wurde dem Verein das Grundstück neben dem Schulgarten überlassen. An Baumaterialien spendeten die Grube Berzelius Steine vom Grubenschornstein und die Grube Weiß größere Mengen von Grubenkies. Unentgeltlich ausgeführt wurden die Zimmerei-Arbeiten, die in Eigenleistung erbracht wurden, sowie sämtliche Innenarbeiten.
Der erste Spatenstich erfolgte im August 1925. Am 30. Mai 1926 fand die Grundsteinlegung statt. Eingeweiht wurde das Gotteshaus am 14. August 1927. Die neue Marienglocke mit der Inschrift: Jungfrau, Mutter Gottes mein, laß mich ganz dein eigen sein! 1928 erhielt die Kirche am 23. Juni 1928.
1938 errichtete der Kirchenbauverein die Mariengrotte, auch Lourdesgrotte genannt. Um die Anfertigung und Anschaffung sowie die Instandhaltung der Paramenten kümmerte sich der zu diesem Zweck gegründete Paramentenverein.

## Bau der heutigen Kirche
Im Oktober 1967 musste die Kirche wegen erheblicher Baumängel abgerissen werden. In den Jahren 1969 und 1970 wurde sie durch den Bau der heutigen Filialkirche Maria Empfängnis ersetzt, die nach Plänen des Kölner Architekten Ernst Isenlar entstand und deren Einweihung am 13. Dezember 1970 stattfand. Am 7. Dezember 1980 wurden die neue Kirche und ihr Altar konsekriert.
Die Kirche ist außen fast komplett mit Schiefer verkleidet. Der rechteckige Innenraum besitzt ein holzverkleidetes Dach und ist links durch ein kleines Querschiff erweitert, über dem sich das Schieferdach des Kirchenraums fortsetzt. Ein besonders sehenswertes Detail der Innenausstattung ist der von dem Künstler Heinz Gernot gestaltete Tabernakel.

## Orgel
Die im Querschiff stehende Orgel wurde 1821 von dem oberbergischen Orgelbauer Christian Roetzel gebaut. Ursprünglich sollte sie in der Hauptkirche St. Antonius Abbas in Bergisch Gladbach-Herkenrath aufgestellt werden. In den 1940er Jahren kam sie in die Filialkirche Bärbroich und wurde 1974 restauriert, wobei zahlreiche historische Bauteile erhalten blieben.
2008 wurde das Instrument erweitert und zum Teil restauriert. Die Intonation wurde auf den damaligen Kenntnisstand gebracht. Der Prinzipal 8' bekam einen neuen Bassbereich und ging seitdem über die gesamte Manualklaviatur. Außerdem wurde die Orgel auf ein neues Podest gestellt, welches zusätzlich Platz für eine neue Windanlage und die Traktur für einen neuen Subbass 16' bot.

## Kirchenfenster
Die Bleiglasfenster im Kirchenschiff und im Altarraum sind freie Kompositionen nach Entwürfen des Malers und Glaskünstlers Hans Lünenborg und wurden gefertigt von der Firma Oidtmann in Linnich. Das Fenster im Querschiff stammt von einem unbekannten Künstler und zeigt ein Ornament mit Einlage eines älteren Glasbilds, in welchem Maria Immaculata, die unbefleckte Empfängnis, dargestellt ist.